# Pierre-Hector Coullié

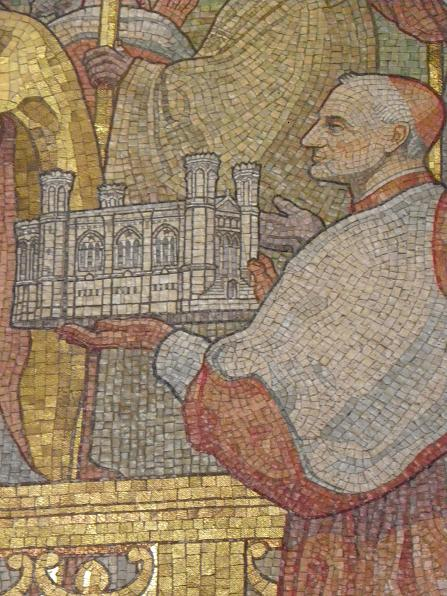
Mosaik mit Kardinal Coullié in der Basilika Notre-Dame de Fourvière in Lyon

Kardinalswappen von Pierre-Hector Coullié

Pierre-Hector Kardinal Coullié (* 14. März 1829 in Paris; † 12. September 1912 in Lyon) war Erzbischof von Lyon.

## Leben
Er besuchte das Priesterseminar St. Sulpice in Paris und empfing am 23. Dezember 1854 die Priesterweihe. Nach seiner Ordination lehrte er als Professor an einem Knabenseminar im Erzbistum Paris und war in den Jahren zwischen 1854 und 1876 als Pfarrer in den Kirchen Ste-Marguerite, Saint-Eustache und Notre-Dame-des-Victoires tätig.
Er wurde am 29. September 1876 zum Titularbischof von Sidon und Koadjutorbischof von Orléans ernannt. Die Bischofsweihe spendete ihm der Erzbischof von Paris, Joseph Hippolyte Kardinal Guibert OMI, am 19. November desselben Jahres; Mitkonsekratoren waren der Erzbischof von Orléans, Félix Antoine Philibert Dupanloup, und der Bischof von Nancy und Toul, Joseph Alfred Foulon. Mit dem Tod Félix Dupanloups am 11. Oktober 1878 folgte Coullié ihm als Bischof von Orléans nach. Am 15. Juni 1893 wurde er zum Erzbischof von Lyon und damit zum Primas von Frankreich ernannt.
Am 19. April 1897 nahm ihn Papst Leo XIII. als Kardinalpriester mit der Titelkirche Santa Trinità dei Monti in das Kardinalskollegium auf. Er nahm am Konklave 1903 teil, das Papst Pius X. wählte.
Pierre-Hector Coullié starb am 12. September 1912 im Alter von 83 Jahren in Lyon und wurde in der Kathedrale von Lyon beigesetzt.